# Nanxun
Nanxun léase Nán-Sin (en chino simplificado, 南浔区; pinyin, Nánxún qū) es un distrito urbano bajo la administración directa de la ciudad-prefectura de Huzhou. Se ubica en la provincia de Zhejiang, este de la República Popular China. Su área es de 702 km² y su población total para 2010 fue más de 500 mil habitantes.

## Administración
El distrito de Nanxun se divide en 19 pueblos que se administran en poblados.